# Rejencja
Rejencja (okręg administracyjny, regencja, niem. Regierungsbezirk) – jednostka administracyjna w kilku krajach związkowych Niemiec, podległa rządowi krajowemu. Na czele rejencji stoi prezydent rejencji (Regierungspräsident).

Rejencje w RFN, stan na 1 sierpnia 2008

## Historia
W latach 1815–1816 wprowadzono w Prusach jednostkę administracyjną Regierungsbezirk jako pośredni szczebel administracji pomiędzy prowincją a powiatem. Po zjednoczeniu Niemiec także inne większe kraje Rzeszy przejęły ten model podziału, określając analogiczną jednostkę administracyjną jako Kreishauptmannschaft lub Kreis, co nie odpowiadało jednak współczesnym powiatom (Kreise). Rząd hitlerowski ujednolicił ich nazwy na Regierungsbezirk.
W Republice Federalnej Niemiec po II wojnie światowej wszystkie duże kraje związkowe posiadały rejencje, wprowadzono je po 1990 r. także w niektórych nowych krajach związkowych. W 1999 r. w Nadrenii-Palatynacie zostały zniesione rejencje Koblencja, Trewir i Rheinhessen-Pfalz (ze stolicą w Neustadt an der Weinstraße), a w 2003 r. w Saksonii-Anhalt rejencje Dessau, Halle i Magdeburg. Rok później swoje rejencje zlikwidowała też Dolna Saksonia (Brunszwik, Hanower, Lüneburg i Weser-Ems ze stolicą w Oldenburgu). Saksonia 1 sierpnia 2008 zlikwidowała swoje trzy rejencje, na ich miejsce powołano za to dyrekcję krajową z trzema okręgami administracyjnymi: Chemnitz, Drezno, Lipsk.

## Nazwa
Regierungsbezirk oznacza dosłownie okręg rządowy lub administracyjny. Na ziemiach polskich należących do zaboru pruskiego nazwa ta jednak powszechnie tłumaczona była jako rejencja. Także współcześnie niemieckie jednostki administracyjne używają w polskojęzycznych tekstach promocyjnych tego określenia.

## Istniejące rejencje
Obecnie rejencje posiadają 4 kraje związkowe:
- Badenia-Wirtembergia – 4 rejencje: Fryburg, Karlsruhe, Stuttgart, Tybinga
- Bawaria – 7 rejencji: Górna Bawaria, Dolna Bawaria, Górna Frankonia, Środkowa Frankonia, Dolna Frankonia, Szwabia, Górny Palatynat
- Hesja – 3 rejencje: Darmstadt, Gießen, Kassel
- Nadrenia Północna-Westfalia – 5 rejencji: Arnsberg, Detmold, Düsseldorf, Kolonia, Münster.